# Хенријета (Тексас)
Хенријета (енгл. Henrietta) град је у америчкој савезној држави Тексас. По попису становништва из 2010. у њему је живело 3.141 становника.

## Демографија
Према попису становништва из 2010. у граду је живело 3.141 становника, што је 123 (3,8%) становника мање него 2000. године.
| Група             | 2000.         | 2010.         |
| Белци             | 3.077 (94,3%) | 2.899 (92,3%) |
| Афроамериканци    | 29 (0,9%)     | 20 (0,6%)     |
| Азијати           | 0 (0,0%)      | 12 (0,4%)     |
| Хиспаноамериканци | 96 (2,9%)     | 136 (4,3%)    |
| Укупно            | 3.264         | 3.141         |